# Championnat d'Asie de rugby à XV 2015
Navigation
Tournoi 2014 Tournoi 2016
Le Championnat d'Asie de rugby à XV 2015 est la première édition du Championnat d'Asie de rugby à XV, compétition annuelle de rugby à XV qui voit s'affronter les nations membres de Asia Rugby. Les pays participants sont répartis en cinq divisions continentales et un système de promotions et de relégations existe entre les différentes divisions continentales.

## Participants
| Asia Rugby Championship - Hong Kong - Japon - Corée du Sud | Division 1 - Philippines - Kazakhstan - Singapour - Sri Lanka | Division 2 - Malaisie - Thaïlande - Émirats arabes unis - Taipei chinois |

| Division 3 Est - Indonésie - Chine - Guam | Division 3 Central - Inde - Pakistan - Ouzbékistan | Division 3 Ouest - Liban - Iran - Jordanie |

## Asia Rugby Championship
Les trois premiers de l'édition 2014 (Japon, Corée du Sud, Hong Kong) participent à cette 1re formule du championnat.

### Classement
| Rang | Nation       | J | V | N | D | Bo | Bd | Pm  | Pe  | Diff | Pts |
| ---- | ------------ | - | - | - | - | -- | -- | --- | --- | ---- | --- |
| 1    | Japon (T)    | 4 | 4 | 0 | 0 | 3  | 0  | 166 | 40  | +126 | 21  |
| 2    | Hong Kong    | 4 | 1 | 0 | 3 | 2  | 1  | 64  | 114 | -50  | 11  |
| 3    | Corée du Sud | 4 | 1 | 0 | 3 | 1  | 0  | 110 | 186 | -76  | 8   |

|  | Vainqueur du tournoi (no 1).                 |
|  | Barrage face au 1er de la Division 1 (no 3). |
|  | T : tenant du titre 2014.                    |

Attribution des points : Cinq points sont attribués pour une victoire, trois points pour un match nul, aucun point en cas de défaite. Un point de bonus est accordé à l'équipe qui marque au moins quatre essais ou qui perd par moins de huit points.

### Résultats
Première journée
| 18 avril 2015 | Corée du Sud | 30 - 56 (20-22) | Japon | Namdong Asiad Field, Incheon 1 500 spectateurs Arbitre : T Baker |
| 18 avril 2015 |              |                 |       | Namdong Asiad Field, Incheon 1 500 spectateurs Arbitre : T Baker |
| 18 avril 2015 |              |                 |       | Namdong Asiad Field, Incheon 1 500 spectateurs Arbitre : T Baker |

Deuxième journée
| 25 avril 2015 | Hong Kong | 26 - 33 | Corée du Sud | Hong Kong Stadium, Hong Kong 1 500 spectateurs Arbitre : P McKay |
| 25 avril 2015 |           |         |              | Hong Kong Stadium, Hong Kong 1 500 spectateurs Arbitre : P McKay |
| 25 avril 2015 |           |         |              | Hong Kong Stadium, Hong Kong 1 500 spectateurs Arbitre : P McKay |

Troisième journée
| 2 mai 2015 | Japon | 41 - 0 | Hong Kong | Chichibunomiya Rugby Stadium, Shibuya 8 760 spectateurs Arbitre : N Drake |
| 2 mai 2015 |       |        |           | Chichibunomiya Rugby Stadium, Shibuya 8 760 spectateurs Arbitre : N Drake |
| 2 mai 2015 |       |        |           | Chichibunomiya Rugby Stadium, Shibuya 8 760 spectateurs Arbitre : N Drake |

Quatrième journée
| 9 mai 2015 | Japon | 66 - 10 | Corée du Sud | Level-5 Stadium, Fukuoka 4 583 spectateurs Arbitre : M Rodden |
| 9 mai 2015 |       |         |              | Level-5 Stadium, Fukuoka 4 583 spectateurs Arbitre : M Rodden |
| 9 mai 2015 |       |         |              | Level-5 Stadium, Fukuoka 4 583 spectateurs Arbitre : M Rodden |

Cinquième journée
| 16 mai 2015 | Corée du Sud | 37 - 38 | Hong Kong | Seongnam Stadium, Séoul Arbitre : R Shimizu |
| 16 mai 2015 |              |         |           | Seongnam Stadium, Séoul Arbitre : R Shimizu |
| 16 mai 2015 |              |         |           | Seongnam Stadium, Séoul Arbitre : R Shimizu |

Sixième journée
| 23 mai 2015 | Hong Kong | 0 - 3 | Japon | Hong Kong Football Club Stadium, Hong Kong Arbitre : C Linwood |
| 23 mai 2015 |           |       |       | Hong Kong Football Club Stadium, Hong Kong Arbitre : C Linwood |
| 23 mai 2015 |           |       |       | Hong Kong Football Club Stadium, Hong Kong Arbitre : C Linwood |

## Barrage
| 6 juin 2015 | Corée du Sud | - | Sri Lanka |  |
| 6 juin 2015 |              |   |           |  |
| 6 juin 2015 |              |   |           |  |

## Division 1
La division 1 est composée du Kazakhstan, du Sri Lanka, de Singapour et enfin des Philippines. Le tournoi se déroule à Manille.
|  | Demi-finales | Demi-finales |                        |    | Finale     | Finale     |
|  | Demi-finales | Demi-finales |                        |    | Finale     | Finale     |
|  |              |              |                        |    |            |            |
|  | 6 mai 2015   | 6 mai 2015   |                        |    | 9 mai 2015 | 9 mai 2015 |
|  | 6 mai 2015   | 6 mai 2015   |                        |    | 9 mai 2015 | 9 mai 2015 |
|  | Philippines  | 20           |                        |    | 9 mai 2015 | 9 mai 2015 |
|  | Philippines  | 20           |                        |    | 9 mai 2015 | 9 mai 2015 |
|  | Singapour    | 17           |                        |    | 9 mai 2015 | 9 mai 2015 |
|  | Singapour    | 17           | Philippines            | 14 |            |            |
|  | 6 mai 2015   |              | Philippines            | 14 |            |            |
|  |              | Sri Lanka    | 27                     |    |            |            |
|  | Sri Lanka    | Sri Lanka    | 27                     | 35 |            |            |
|  | Sri Lanka    |              |                        | 35 |            |            |
|  | Kazakhstan   | 14           |                        |    |            |            |
|  | Kazakhstan   | 14           | Match pour la 3e place |    |            |            |
|  |              |              |                        |    |            |            |
|  | 9 mai 2015   |              |                        |    |            |            |
|  |              |              |                        |    |            |            |
|  | Singapour    | 12           |                        |    |            |            |
|  | Singapour    | 12           |                        |    |            |            |
|  | Kazakhstan   | 32           |                        |    |            |            |
|  | Kazakhstan   | 32           |                        |    |            |            |

## Division 2
La division 2 est composée de Taipei chinois, de la Malaisie, de la Thaïlande et enfin des Émirats arabes unis. Le tournoi se déroule à Kuala Lumpur.

### Classement
| Rang | Nation              | J | V | N | D | Bo | Bd | Pm  | Pe  | Diff | Pts |
| ---- | ------------------- | - | - | - | - | -- | -- | --- | --- | ---- | --- |
| 1    | Malaisie            | 3 | 3 | 0 | 0 | 2  | 0  | 119 | 39  | +80  | 17  |
| 2    | Émirats arabes unis | 3 | 2 | 0 | 1 | 2  | 0  | 88  | 64  | +24  | 12  |
| 3    | Taipei chinois      | 3 | 1 | 0 | 2 | 0  | 0  | 64  | 86  | -22  | 6   |
| 4    | Thaïlande           | 3 | 0 | 0 | 3 | 1  | 0  | 53  | 135 | -82  | 1   |

|  | Vainqueur du tournoi (no 1). |

Attribution des points : Match gagné : 5 pts, match nul : 3 pts, match perdu : 0 pts, un point de bonus est attribué si une équipe marque 4 essais ou plus ou si elle perd par 7 points ou moins.

### Résultats
| 10 mai 2015 | Thaïlande | 22 - 53 | Émirats arabes unis | Petaling Jaya Stadium, Kuala Lumpur |
| 10 mai 2015 |           |         |                     | Petaling Jaya Stadium, Kuala Lumpur |
| 10 mai 2015 |           |         |                     | Petaling Jaya Stadium, Kuala Lumpur |

| 10 mai 2015 | Malaisie | 46 - 13 | Taipei chinois | Petaling Jaya Stadium, Kuala Lumpur |
| 10 mai 2015 |          |         |                | Petaling Jaya Stadium, Kuala Lumpur |
| 10 mai 2015 |          |         |                | Petaling Jaya Stadium, Kuala Lumpur |

| 13 mai 2015 | Taipei chinois | 29 - 24 | Thaïlande | Petaling Jaya Stadium, Kuala Lumpur |
| 13 mai 2015 |                |         |           | Petaling Jaya Stadium, Kuala Lumpur |
| 13 mai 2015 |                |         |           | Petaling Jaya Stadium, Kuala Lumpur |

| 13 mai 2015 | Émirats arabes unis | 19 - 20 | Malaisie | Petaling Jaya Stadium, Kuala Lumpur |
| 13 mai 2015 |                     |         |          | Petaling Jaya Stadium, Kuala Lumpur |
| 13 mai 2015 |                     |         |          | Petaling Jaya Stadium, Kuala Lumpur |

| 16 mai 2015 | Taipei chinois | 12 - 16 | Émirats arabes unis | Petaling Jaya Stadium, Kuala Lumpur |
| 16 mai 2015 |                |         |                     | Petaling Jaya Stadium, Kuala Lumpur |
| 16 mai 2015 |                |         |                     | Petaling Jaya Stadium, Kuala Lumpur |

| 16 mai 2015 | Thaïlande | 7 - 53 | Malaisie | Petaling Jaya Stadium, Kuala Lumpur |
| 16 mai 2015 |           |        |          | Petaling Jaya Stadium, Kuala Lumpur |
| 16 mai 2015 |           |        |          | Petaling Jaya Stadium, Kuala Lumpur |

## Division 3
La division 3 est composée de trois poules : la poule Est, qui se déroule à Jakarta, regroupant Guam, l'Indonésie, la Chine, la poule Ouest, disputée à Jounieh, qui regroupe le Liban, la Jordanie et l'Iran et enfin la poule Central, disputée à Tachkent, qui regroupe le Pakistan, l'Ouzbékistan et l'Inde.

### Poule Central
Résultats  
| 27 mai 2015 | Ouzbékistan | 8 - 31 | Inde | Dustlik Tashkent, Tachkent |
| 27 mai 2015 |             |        |      | Dustlik Tashkent, Tachkent |
| 27 mai 2015 |             |        |      | Dustlik Tashkent, Tachkent |

| 30 mai 2015 | Inde | 15 - 32 | Ouzbékistan | Dustlik Tashkent, Tachkent |
| 30 mai 2015 |      |         |             | Dustlik Tashkent, Tachkent |
| 30 mai 2015 |      |         |             | Dustlik Tashkent, Tachkent |

### Poule Ouest
Résultats  
| 14 avril 2015 | Liban | 71 - 3 | Jordanie | Fouad Shehab Stadium, Jounieh |
| 14 avril 2015 |       |        |          | Fouad Shehab Stadium, Jounieh |
| 14 avril 2015 |       |        |          | Fouad Shehab Stadium, Jounieh |

| 16 avril 2015 | Jordanie | 3 - 49 | Iran | Fouad Shehab Stadium, Jounieh |
| 16 avril 2015 |          |        |      | Fouad Shehab Stadium, Jounieh |
| 16 avril 2015 |          |        |      | Fouad Shehab Stadium, Jounieh |

| 18 avril 2015 | Iran | 8 - 27 | Liban | Fouad Shehab Stadium, Jounieh |
| 18 avril 2015 |      |        |       | Fouad Shehab Stadium, Jounieh |
| 18 avril 2015 |      |        |       | Fouad Shehab Stadium, Jounieh |

### Poule Est
Résultats  
| 7 juin 2015 | Guam | 17 - 6 | Indonésie | Jakarta Intercultural School, Jakarta |
| 7 juin 2015 |      |        |           | Jakarta Intercultural School, Jakarta |
| 7 juin 2015 |      |        |           | Jakarta Intercultural School, Jakarta |

| 10 juin 2015 | Chine | 17 - 34 | Guam | Jakarta Intercultural School, Jakarta |
| 10 juin 2015 |       |         |      | Jakarta Intercultural School, Jakarta |
| 10 juin 2015 |       |         |      | Jakarta Intercultural School, Jakarta |

| 13 juin 2015 | Indonésie | 21 - 47 | Chine | Jakarta Intercultural School, Jakarta |
| 13 juin 2015 |           |         |       | Jakarta Intercultural School, Jakarta |
| 13 juin 2015 |           |         |       | Jakarta Intercultural School, Jakarta |